# Orsolya Tóth

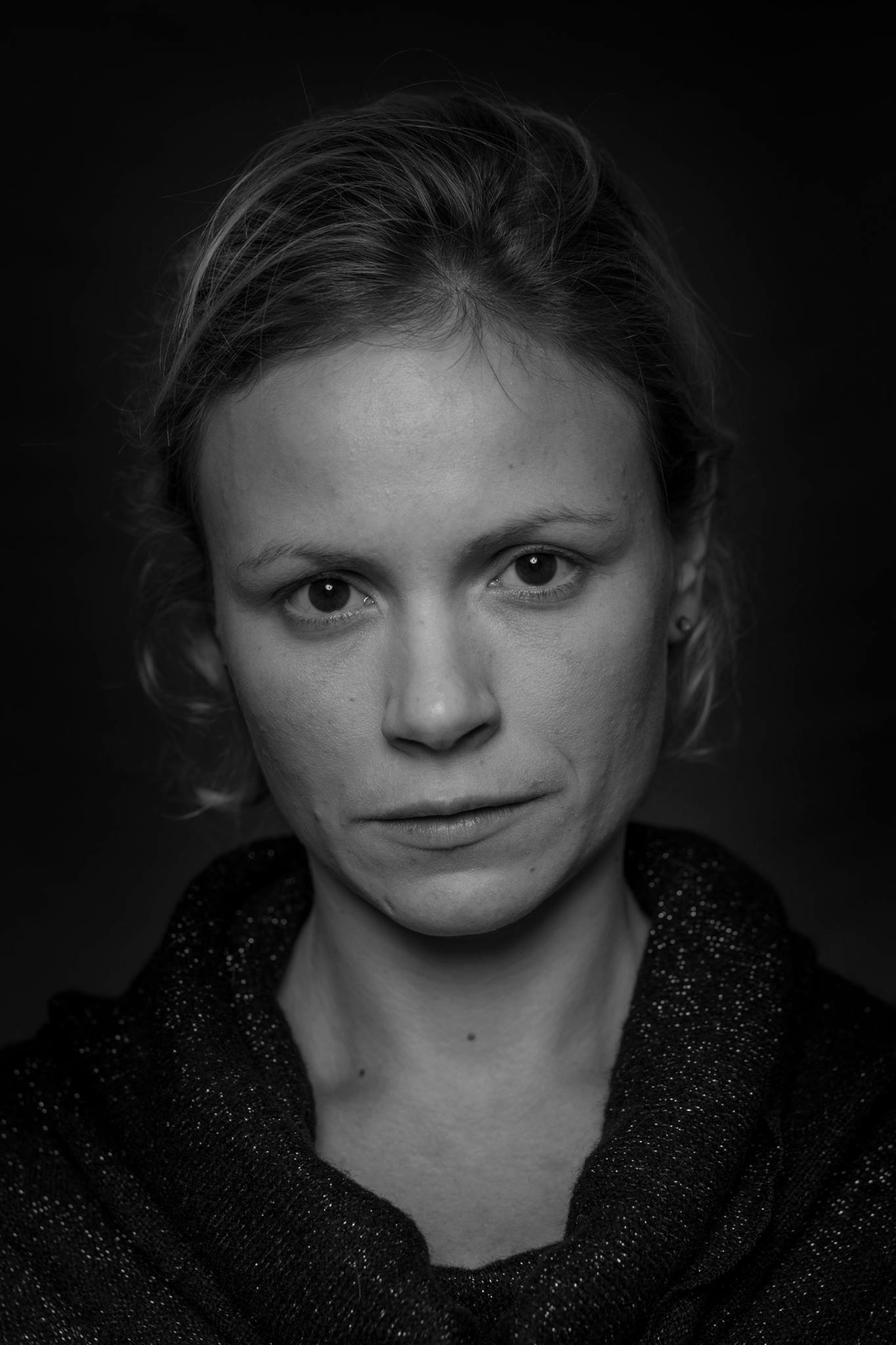
Orsolya Tóth

Orsolya Tóth, auch Orsi Tóth (* 20. November 1981 in Békéscsaba), ist eine ungarische Filmschauspielerin.

## Leben
Orsolya Tóth schloss ihr Schauspielstudium an der Schauspiel- und Filmhochschule Budapest (Színház- és Filmművészeti Egyetem) 2004 mit einem Master ab. In der Zeit hatte sie bereits begonnen, mit Kornél Mundruczó in dessen Theaterproduktionen zu arbeiten. Ihr bislang größter Erfolg war die Mitwirkung im Film Johanna, in dem sie die Titelrolle spielte. Der von Mundruczó gedrehte Film lief in Cannes 2005 in der Kategorie Un Certain Regard. Mit dem schauspielenden Musiker Félix Lajkó war sie in Mundruczós Film Delta 2008 im Hauptprogramm von Cannes. 2009 wurde sie als ungarischer „Shooting Star“ bei der Berlinale ausgezeichnet.
Unter der Regie von Mundruczó spielte sie bislang in sechs Produktionen, bei dessen Co-Regisseurin Viktória Petrányi sowie András Nagy jeweils in vier, bei Piroska Molnár, Miklós Székely und Péter Scherer in jeweils drei. In János Szász’ Verfilmung des Romans Das große Heft von Ágota Kristóf erhielt sie die Rolle der Romanfigur „Hasenscharte“.

## Filmografie (Auswahl)
- 2002: Schöne Tage (Szép napok)
- 2004: Világszám!
- 2005: Johanna
- 2006: Egyetleneim
- 2007: Buhera mátrix
- 2008: Delta
- 2009: Lourdes
- 2009: Women Without Men
- 2011: Vielleicht in einem anderen Leben
- 2013: Silent Ones
- 2013: Das große Heft (A nagy füzet)
- 2014: Underdog (Fehér isten)
- 2015: Zero
- 2015: Galloping Mind
- 2016: Die Einsiedler
- 2018: Szeretlek, mint állat!